# Peithinos

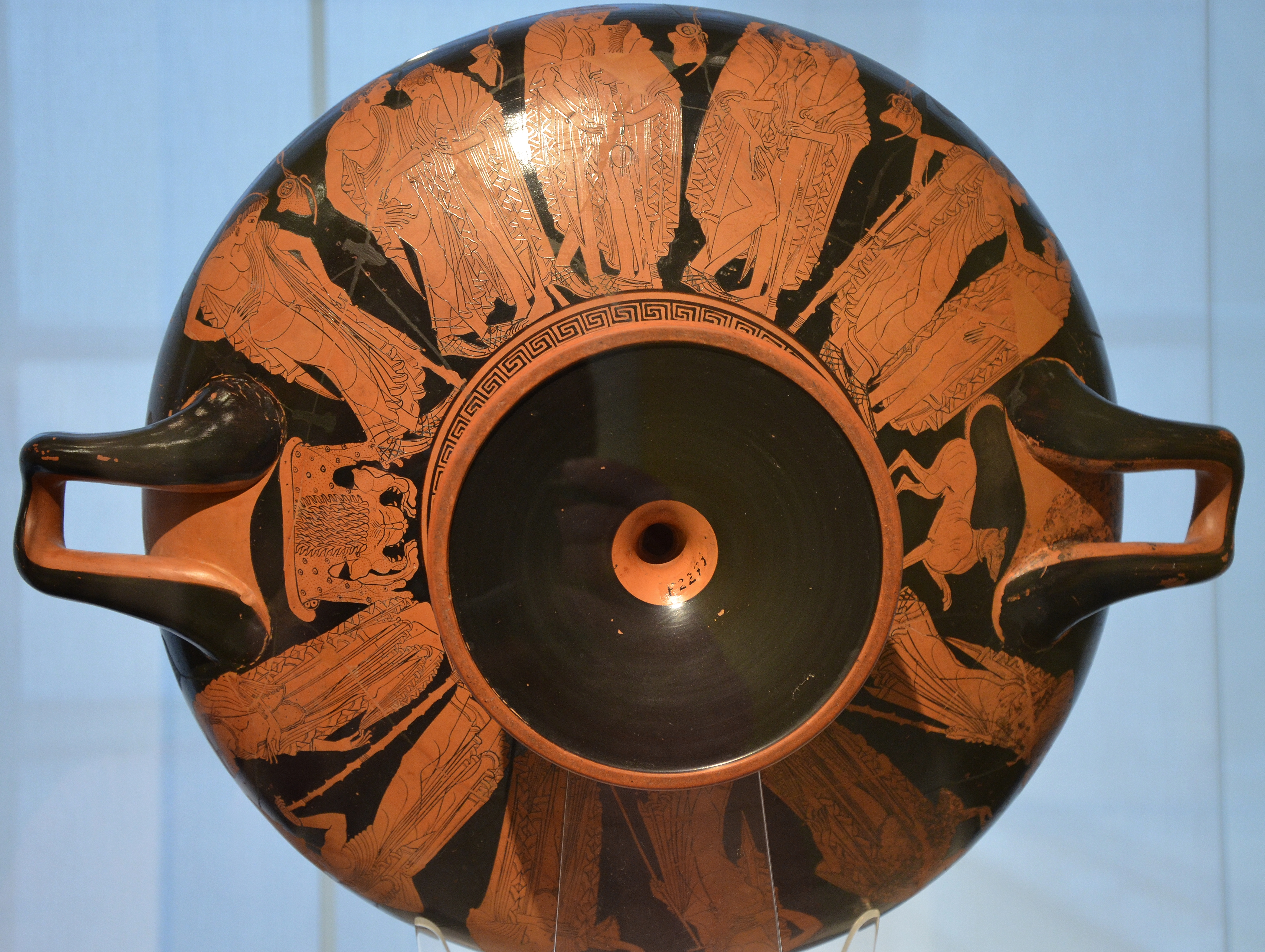
Berliner Schale des Peithinos (Außenseite)

Peithinos (griechisch Πειθινος) war ein antiker attischer griechischer Vasenmaler des rotfigurigen Stils. Seine aktive Zeit wird ans Ende des 6. Jahrhunderts v. Chr. gesetzt.
Von Peithinos sind nur zwei Werke sicher überliefert. Beide sind signiert, zwei weitere Werke, die ihm zum Teil aufgrund stilistischer Vergleiche von einigen Forschern zugewiesen werden, sind sehr unsicher. Nur die beiden signierten Werke sind somit sicher Peithinos zuzuweisen. Das ältere Stück ist ein Schalenfragment aus der Sammlung Cahn in Basel. Hier signierte er – den Namen in rückläufigen Buchstaben – mit griechisch ΠΕΙΘΙΝ[ΟΣ] [Ε]ΓΡΑΦΕ (deutsch Peithinos hat (es) gemalt). Zu sehen ist hier ein Satyr mit Weingefäßen.

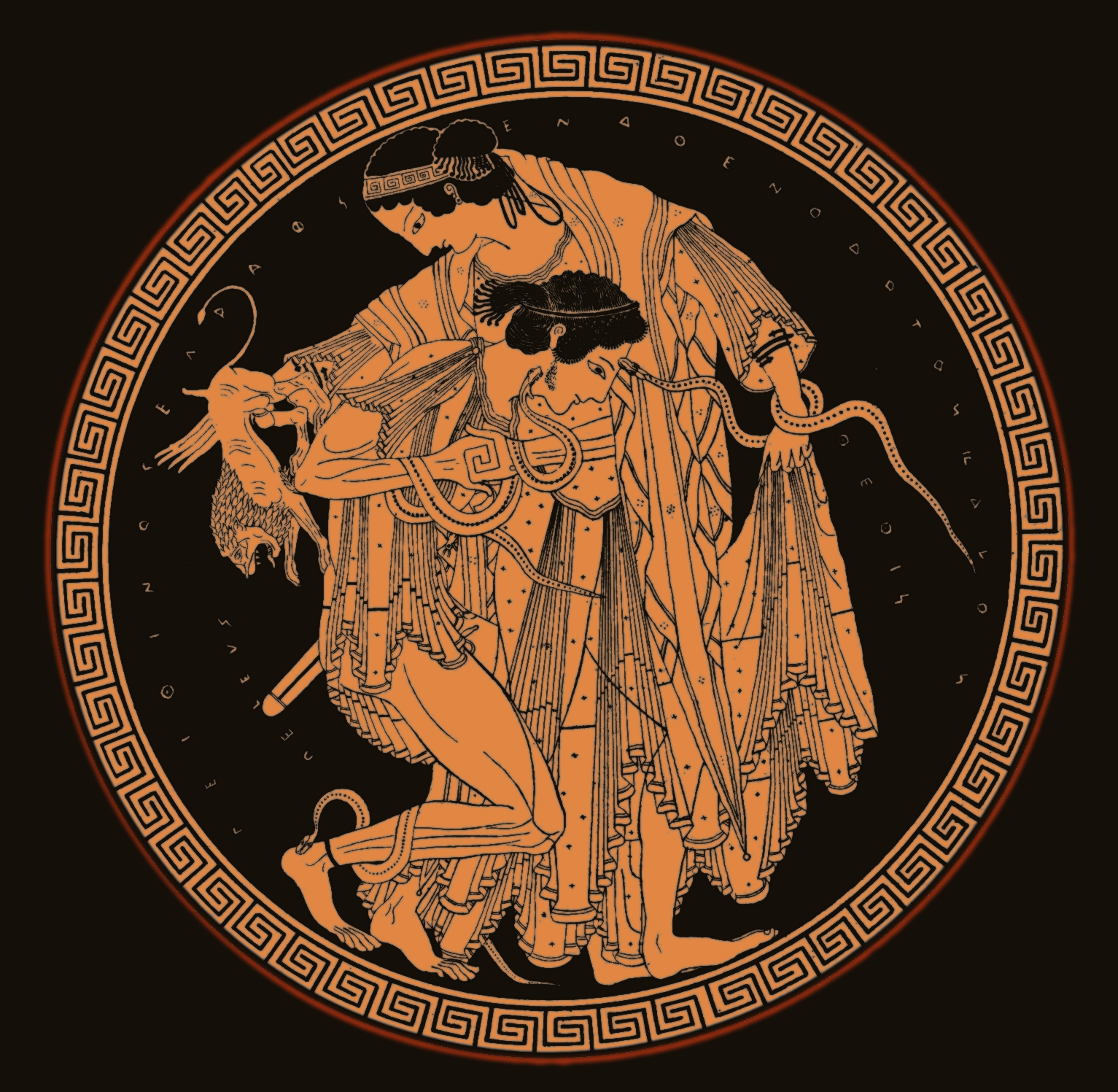
Berliner Schale, Innenseite (Zeichnung von 1894)

Die zweite, vollständig erhaltene, Schale aus der Antikensammlung Berlin gilt als eines der herausragenden Werke der antiken Vasenmalerei und ist auch in der Darstellung als außergewöhnlich anzusehen. Aufgrund der sorgfältigen und detaillierten Malweise der Gewand-Details wird er mit Phintias und dem Sosias-Maler verglichen und stilistisch in ihrer Nähe verortet. Peithinos ist hier einer der ersten Vasenmaler des rotfigurigen Stils, der seine Bildinhalte großflächig gestaltete; Innen- wie Außenwandung sind mehr als zur Hälfte bemalt. Der Tondo der Innenseite zeigt die Meeresgöttin Thetis, wie sie trotz ihrer Verwandlungen u. a. in einen Löwen und eine Schlange von Peleus überwältigt wird; der Außenfries zeigt auf einer Seite einen päderastischen Reigen, auf der anderen Seite in etwa dasselbe Bild, allerdings hier Frauen und Männer. Obwohl die Paare auf den ersten Blick sehr uniform wirken, sind sie auf den zweiten Blick in vielen Details sehr unterschiedlich gestaltet. Die inhaltlich gleiche Signatur auf dieser Schale lautet: griechisch ΠΕΙΘΙΝΟΣΕΓΡΑΦΣΕΝ, gefolgt von einer sog. Lieblingsinschrift ΑΘΕΝΟΔΟΤΟΣΚΑΛΟΣ (ATHENODOTOS KALOS, deutsch: Athenodotos [ist] schön).
Die zweite Schale erinnert in ihrer Gestaltung sehr an den Thalia-Maler. Dabei konstatierte John D. Beazley, dass er ohne die Signatur keine Verbindung zwischen beiden Werken des Peithinos hergestellt hätte. Dennoch hatte er schon vor dem Bekanntwerden der zweiten Schale in seiner 1942 erschienenen ersten Auflage seiner Attic Red-Figure Vase-Painters eine Verbindung der damals einzelnen bekannten Peithinos-Schale mit einigen Werken des Thalia-Malers festgestellt. Dennoch sah er davon ab, beide als eine Malerpersönlichkeit zu definieren. Dass der Thalia-Maler und Peithinos identisch sind, ist dennoch möglich und würde Peithinos über die beste Arbeit des Thalia-Malers zudem in Verbindung mit Euphronios bringen.
Der Name Peithinos ist nur in diesem Fall für Athen belegt. Es ist ein sprechender Name und bedeutet „der Überreder“, was auch zur erotischen Stimmung der Berliner Schale passt.